# Biasca
Biasca est une commune suisse du canton du Tessin.

Photo aérienne prise à 1110 m par Walter Mittelholzer (1931).

## Histoire
Ancien bourg très riche, le village fut détruit à deux reprises par les inondations de 1514 et 1745.
Biasca est le village de naissance du photographe Roberto Donetta (1865-1932).

Biasca en 1958.

## Culture et patrimoine

### Héraldique
| Blason | Blasonnement : Parti d'argent au serpent d'azur lampassé de gueules et d'or à l'aigle de sable becquée et membrée de gueules, au chef du même chargé de deux clés en sautoir du champ. |